# Kuba na Letniej Uniwersjadzie 2007
Kubę na Letniej Uniwersjadzie w Bangkoku reprezentowało 11 zawodników. Kubańczycy zdobyli 2 medale (1 złoty, 1 brązowy)

## Medale

### Złoto
- Yarelis Barrios - lekkoatletyka, rzut dyskiem

### Brąz
- Yarianna Martínez - lekkoatletyka, skok w dal